# موريكي شمالي
موريكي شمالي (الاسم العلمي:Brachyteles hypoxanthus) هو نوع من الحيوانات يتبع جنس سعدان الموريكي من فصيلة السعادين عنكبوتية.